# Erbach (Hunsrück)

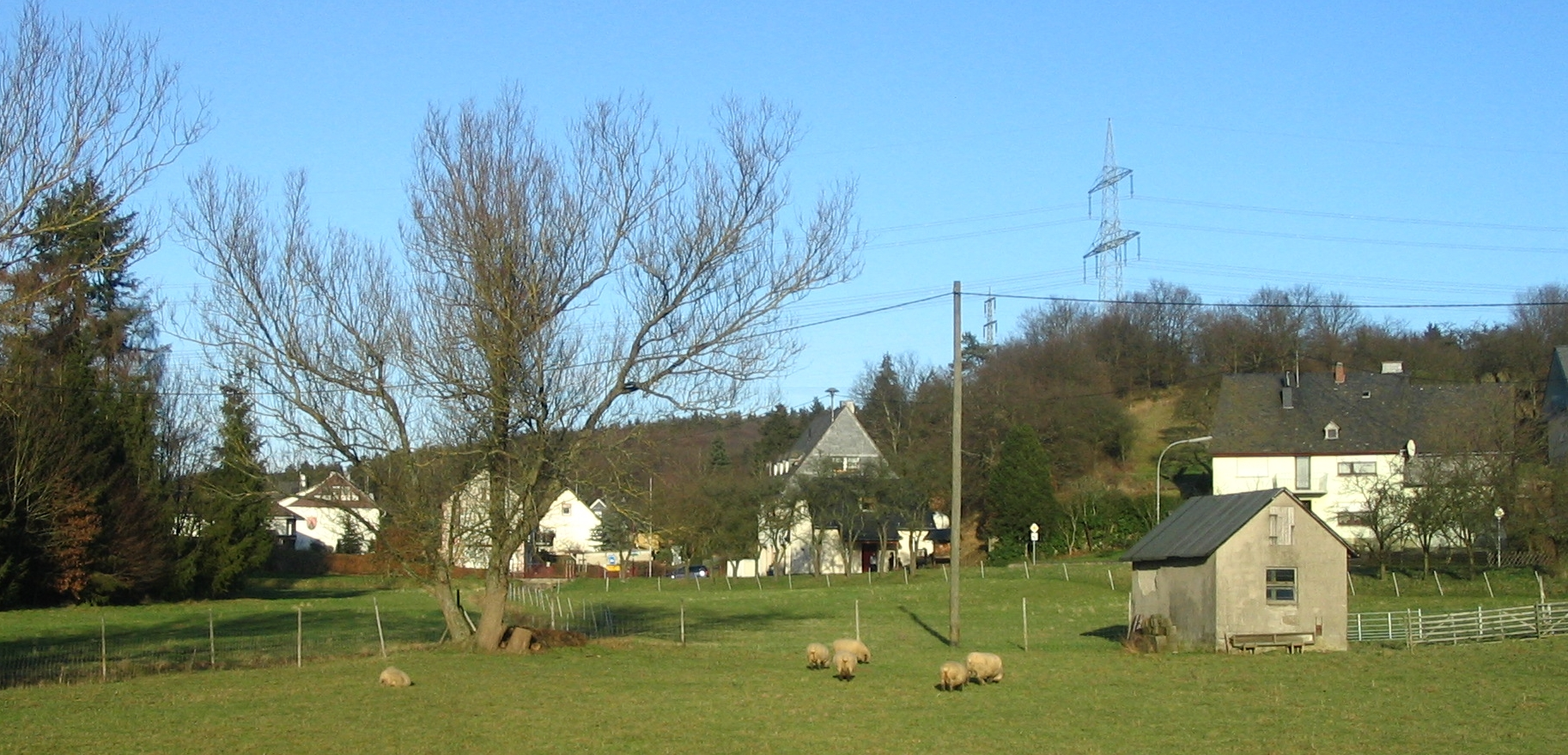
Erbach aus westlicher Sicht

Erbach ist eine Ortsgemeinde im Rhein-Hunsrück-Kreis in Rheinland-Pfalz. Sie gehört der Verbandsgemeinde Simmern-Rheinböllen an.

## Geographie
Erbach liegt im östlichen Hunsrück, direkt an der Bundesautobahn 61. Südöstlich des Dorfes beginnt der Binger Wald.

## Geschichte
Erbach gehörte zum pfalzgräflichen „Alten Gericht“.
Mit der Besetzung des Linken Rheinufers 1794 durch französische Revolutionstruppen wurde der Ort französisch, 1815 wurde er auf dem Wiener Kongress dem Königreich Preußen zugeordnet. Seit 1946 ist der Ort Teil des damals neu gebildeten Landes Rheinland-Pfalz.
Bevölkerungsentwicklung
Die Entwicklung der Einwohnerzahl von Erbach, die Werte von 1871 bis 1987 beruhen auf Volkszählungen:
| Jahr | Einwohner |
| 1815 | 207       |
| 1835 | 230       |
| 1871 | 268       |
| 1905 | 165       |
| 1939 | 179       |

| Jahr | Einwohner |
| 1950 | 190       |
| 1961 | 184       |
| 1970 | 196       |
| 1987 | 212       |
| 2005 | 238       |

## Politik

### Bürgermeister
Benjamin Junck wurde 2024 Ortsbürgermeister von Erbach.
Sein Vorgänger war Paul Schirra seit 2004.